# Wilmington (North Carolina)
Wilmington is een plaats (city) in de Amerikaanse staat North Carolina, en valt bestuurlijk gezien onder New Hanover County.

## Demografie
Bij de volkstelling in 2000 werd het aantal inwoners vastgesteld op 75.838.
In 2006 is het aantal inwoners door het United States Census Bureau geschat op 95.944, een stijging van 20106 (26.5%).

## Geografie
Volgens het United States Census Bureau beslaat de plaats een oppervlakte van
107,4 km², waarvan 106,2 km² land en 1,2 km² water. Wilmington ligt op ongeveer 10 m boven zeeniveau.

## Plaatsen in de nabije omgeving
De onderstaande figuur toont nabijgelegen plaatsen in een straal van 8 km rond Wilmington.

## Televisieopnames
Vanaf 1997 tot 2003 werd hier de serie Dawson's Creek opgenomen. De dramaserie One Tree Hill werd vanaf 2003 in dit stadje opgenomen.

## Geboren
- Percy Heath (1923-2005), jazzbassist
- Sam Jones (1933-2021), basketballer
- Sugar Ray Leonard (1956), bokser
- Rod Delmonico (1958), honkbalcoach
- Briana Venskus (1987), actrice en scenarioschrijfster
- Maddie Hasson (1995), actrice